# 阿拉山口駅
阿拉山口駅（アラさんこうえき、モンゴル語：ᠠᠯᠠᠭ
ᠠᠭᠤᠯᠠ
ᠥᠷᠲᠡᠭᠡ　転写：Alaɣ aɣula ortege、中国語：阿拉山口站、ピン音：Ālāshānkǒu zhàn）は、中華人民共和国新疆ウイグル自治区ボルタラ・モンゴル自治州阿拉山口市にある、中国鉄路総公司ウルムチ鉄路局北疆鉄路公司が管轄する駅である。本駅はアラタウ峠に位置し、蘭新線の蘭州駅より2358.376km離れていて、北疆線の終点でありカザフスタンへの出入口である。中国西部で唯一の鉄道による国際運輸の拠点であり、トランス＝ユーラシア・ロジスティクスや新ユーラシア・ランドブリッジの結節点である。

## 駅構造
旅客用単式ホーム1面を持つ地上駅である。カザフスタンの鉄道は軌間は1520mmの広軌（ロシアゲージ）であり、標準軌の中国との間で直通が出来ない。その為に貨物を積み替える必要が有り、広大な貨物用ヤードと貨物、輸送コンテナの積み替え施設、車輌基地を持つ。隣接するカザフスタンのドストゥク駅（中国語：多斯特克站）との間は標準軌と広軌それぞれの線路が単線並列で結ばれている。

## 所属路線
- 中国鉄路総公司
  - 北疆線：本駅が終点、ウルムチ南駅起点より476km[3]
- カザフスタン連絡線：ドストゥク駅まで12.3km

## 利用状況
本駅は北疆線の旅客、貨物を扱う二等駅である。2009年5月現在、ウルムチとの間に2往復の旅客列車が運行されている。また、ウルムチより本駅経由でカザフスタンのアルマトイ（中国語：阿拉木図）まで国際列車が運行されており、ドストゥク駅で台車交換を行う。なお、ドストゥクとは時差が2時間有る。貨物輸送は2006年で年間1300万トンを記録した。国境の通過貨物は毎年増加しており、鉄道での国際輸送では中国で2位である。阿拉山口税関は中国での陸路経由輸出量が最大である。

## 駅周辺
- 農貿市場
- 阿拉山口鉄路大酒店
- 阿拉山口香榭麗酒店
- 中国銀行阿拉山口分行
- 中国工商銀行
- 中国農業銀行
- 中国建設銀行
- 阿拉山口汽車站（バス停）
- 阿拉山口医院
- 石化賓館
- 阿拉山口口岸賓館
- 阿拉山口陸橋賓館

## 歴史
- 1990年9月1日 - 北疆線の開通に伴い開業した[3]。
- 1990年9月12日 - ドルジバ(現在のドストゥク駅)との間が開通した[8]。
- 1991年7月 - 貨物の臨時通関を開始した[9]。
- 1992年6月21日 - アルマトイ～ウルムチ(現在のウルムチ南駅)間の国際旅客輸送（K9795/9796次列車）が開始された[10]。
- 1992年10月31日 - 北疆線が正式運営開始した[11]。
- 1992年12月1日 - 国際輸送を正式に開始した[11]。
- 1993年4月3日 - ウルムチ(現在のウルムチ南駅)～アルマトイ間の国際旅客輸送（中国側担当）を開始し、同時にウルムチ(現在のウルムチ南駅)～阿拉山口間の国内列車を運行開始した[10]。
- 1993年10月 - 阿拉山口～ドストゥク間の道路も正式に開通した。
- 2008年11月 - アジアで最大規模の新たなコンテナ積み替え施設が完成した[12]。

## ギャラリー

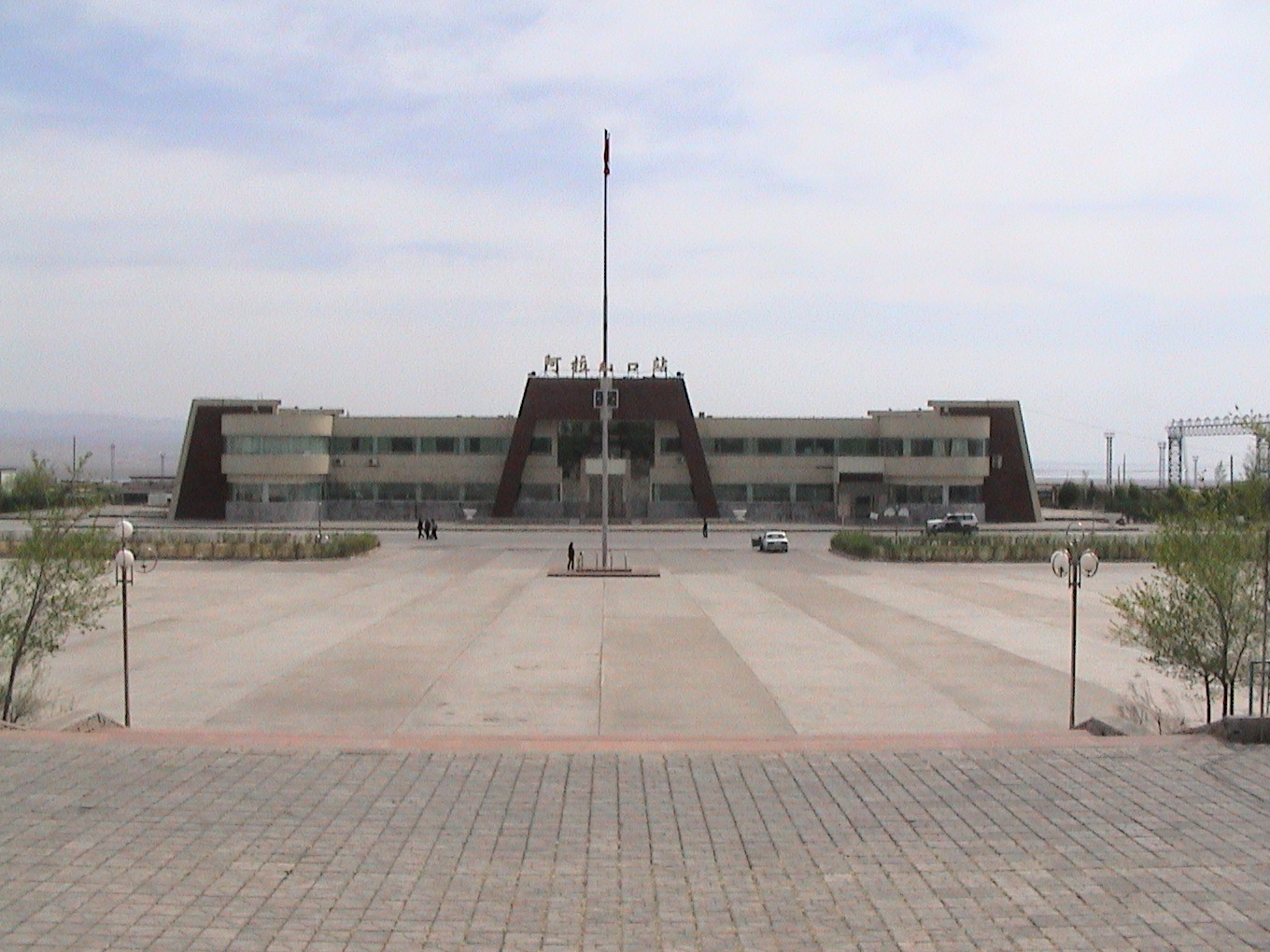
阿拉山口駅駅舎遠景
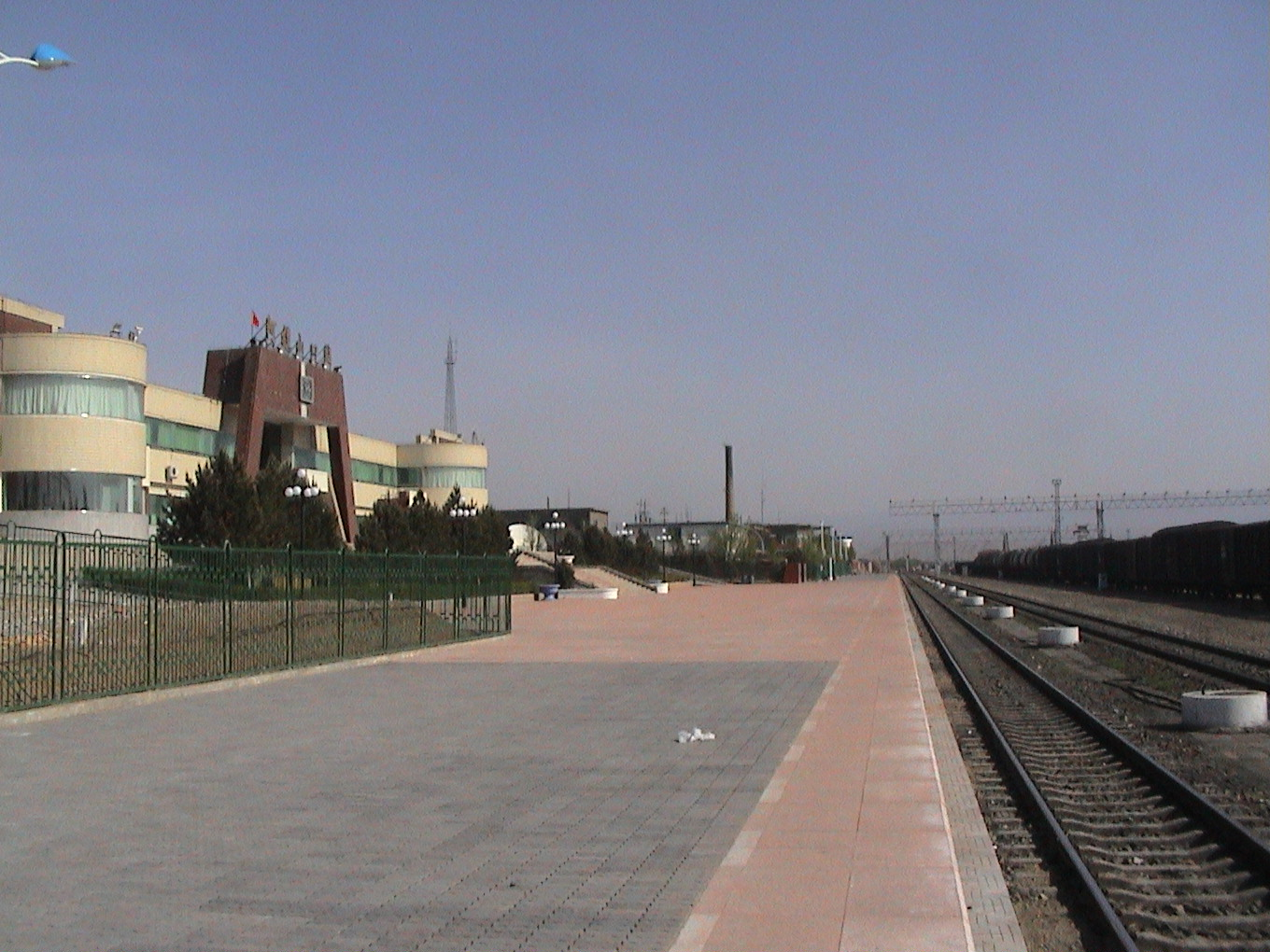
阿拉山口駅ホーム
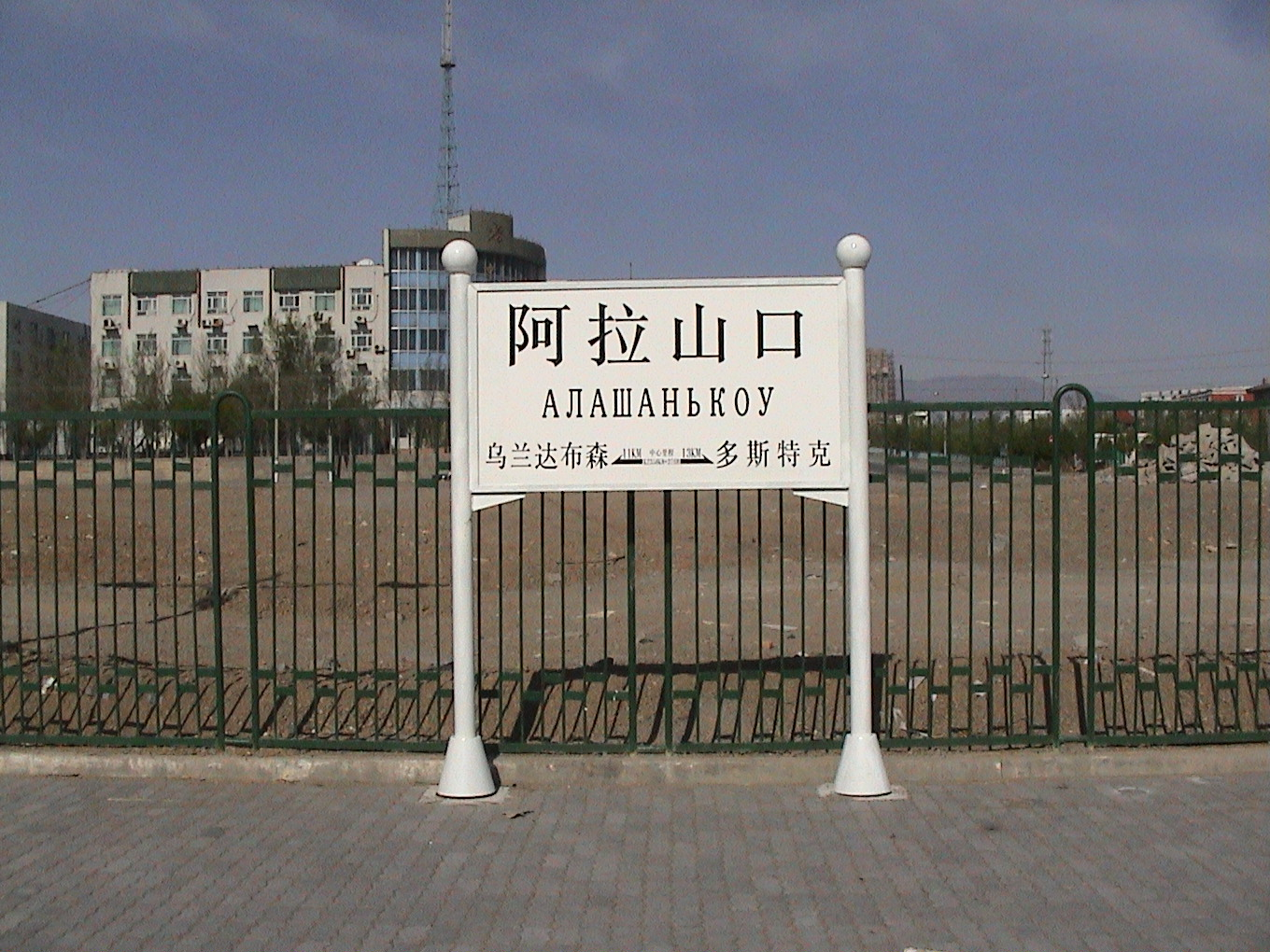
阿拉山口駅駅名標

## 隣の駅
中国鉄路総公司
北疆線
ボルタラ駅 - ウランダブセン駅(烏蘭達布森站/五等駅) - 阿拉山口駅
カザフスタン鉄道
トルキスタン・シベリア鉄道ドストゥク支線
阿拉山口駅 - ドストゥク駅（Достық ）